# Karl Meinberg
Karl Meinberg (auch: Carl Meinberg * 27. Juli 1889 in Hannover; † unbekannt) war ein deutscher Musik- und Lieder-Komponist, Organist und Pädagoge, Kirchenmusik-Dirigent und -Chorleiter, Autor und Herausgeber.

## Leben
Zur Zeit der Weimarer Republik wirkte Karl Meinberg in Hannover als Musiklehrer an der dortigen Sophienschule. Im Rahmen der vom 30. September bis 5. Oktober 1929 in Hannover ausgetragenen 8. Reichsmusikschulwoche galt unter der zahlreichen Darbietungen geistlicher Musik jene von Meinberg komponierte Orgelsuite als herausragend, die der Musiker Julius Marr in dr Markuskirche zur Uraufführung brachte. Das christliche Werk enthielt die vier Sätze Oh das ich tausend Zungen hätte als Präludium, die Romanze Sollt ich meinen Gott nicht singen, den Hymnus Lobe den Herrn und die Fuge Nun freut euch, lieber Christus mein.
1931 schuf Karl Meinberg „eine herbe einstimmige Melodie“ zu Stefan Zweigs Dichtung Krieg und Frieden.
Über das von ihm dirigierte Kirchenlied von Martin Luther Sie ist mir lieb, die werte Magd in der Vertonung von Michael Praetorius verfasste Meinberg 1929 einen einführenden Aufsatz im Hannoverschen Tageblatt.
1931 gab Meinberg gemeinsam mit Wilhelm Bein und Paul Dehne die Liedersammlung mit weltlichen und geistlichen Liedern für gemischen Chor unter dem Titel Volksklänge heraus.
In der Deutschen Nationalbibliothek finden sich insbesondere Stücke, die Meinberg ab 1951 in Hannover bei Hampe beispielsweise als Chor-Partitur mit Texten von Hermann Löns verlegen ließ, ab auch bei Adolf Hampe in Berlin, bei dem 1989 auch – neben den Budde-Musikverlagen als Verleger – Heinrich Heines Loreley-Dichtung Ich weiß nicht, was soll es bedeuten mit der Musik von Friedrich Silcher in der Fassung von Karl Meinberg erschien.
Die 1954 von Gertrud Köhler gedichtete Licht-Kantate zu Ehren des Erfinders der elektrischen Glühlampe Heinrich Göbel aus Springe erschien in der Vertonung von Karl Meinberg als dessen Opus 76.